# Список творческих работ Джеймса Стюарта
В список творческих работ американского актёра Джеймса «Джимми» Стюарта (1908—1997) входят работы в кинематографе, на телевидении, в театре и на радио, в которых он участвовал на протяжении 60 лет своей актёрской карьеры (с 1931 по 1991 год). С начала своей кинокарьеры в 1934 году и до последнего участия в 1991 году, Стюарт снялся в восьмидесяти полнометражных фильмах. Помимо актёрской карьеры, Стюарт служил в армии США и в качестве пилота принимал активное участие во Второй мировой войне и вышел в отставку только в 1968 году в звании бригадного генерала, став самым высокопоставленным военным среди голливудских актёров. После войны, Стюарт активно снимался в кино, преимущественно в фильмах Альфреда Хичкока и Энтони Манна. В 1970-е годы он стал играть меньше ролей в кино и переориентировался на телевидение, где принимал участие во многих программах на телеканалах CBS, NBC, ABC и HBO. Ряд кинокартин с участием актёра являются классикой американского кино, а двенадцать фильмов были внесены в Национальный реестр фильмов Библиотеки Конгресса, представляющие культурное, историческое или эстетическое значение, а сам Стюарт становился лауреатом множества премий, в том числе двух премий «Оскар» и считается одним из самых выдающихся актёров в истории американского кино и «Золотого века» Голливуда.

## Начало карьеры в театре, на радио и в кино
Свою артистическую карьеру Стюарт начинал в 1930-х годах, участвуя в бродвейских театральных поставках, как «Кэрри Нейшн» (1932), «Снова прощай» (1932—1933), «Желтая лихорадка» (1934), где за свою игру получил положительные оценки от театральных критиков. После критического провала пьесы «Путешествие в ночи», он решил попробовать свои силы в кино. Вскоре Стюарт подписал семилетний контракт с Metro-Goldwyn-Mayer (MGM) и его первое появление на экране состоялось в короткометражном фильме «Художественная неприятность» (1934), а полнометражным дебютом стало участие в криминальной драме «Убийство человека» (1935) в роли пронырливого репортёра по прозвищу «Шорти». С подачи актрисы Маргарет Саллаван, Стюарт получает роль в кинофильме «Когда мы снова полюбим» (1936). Фильм имел успех и вскоре на молодого актёра обратили внимание. Вскоре он поучаствовал в съёмках комедии «Жена против секретарши», где его партнерами были такие звёзды, как Кларк Гейбл, Джин Харлоу и Мирна Лой. Впервые Стюарт получил главную роль в малобюджетном фильме «Скорость» (1936) режиссёра Эдвина Л. Марина, где он сыграл автомеханика и гонщика Терри Мартина, участвующего в гонке 500 миль Индианаполиса. Фильм оказался критически и коммерчески провальным, как и следующие фильмы с участием Стюарта: «Седьмое небо» и «Последний гангстер» вышедшие в 1937 году. Затем последовали более успешные проекты: «Темно-синий и золотой» (1937), «Из человеческих сердец» (1938), «Оживленная леди» (1938) с Джинджер Роджерс в главной роли. Впечатлившись игрой Стюарта в фильме «Тёмно-синий и золотой», режиссёр Фрэнк Капра пригласил его в свою картину «С собой не унесёшь», позже ставшая кассовым успехом и вехой в карьере актёра. Также Стюарт поучаствовал в следующем фильме Капры «Мистер Смит едет в Вашингтон» (1939). Роль Джефферсона Смита, молодого сенатора попавшего в политические интриги, была высоко оценена критиками, а Стюарт получил первую номинацию на кинопремию «Оскар». Эта роль закрепила за ним амплуа «обывателя, наивного, но благородного идеалиста из маленького городка» на несколько лет. Наиболее значимой довоенной работой актёра стала лента «Филадельфийская история», вышедшая в 1940 году с Кэри Грантом и Кэтрин Хепберн в главных ролях. Картина стала крайне успешной как у критиков, так и у зрителей, а Стюарт был отмечен премией «Оскар» в категории «лучшая мужская роль».
Помимо съёмок в кино, Стюарт также работал на радио. Он регулярно выступал в радиопрограммах «Радиотеатр Люкс», «Театр Гильдии киноактеров», «Серебряный театр» и «Хорошие новости 1938 года», а его манерная медлительность речи становилась объектом для шуток у комедиантов и пародистов.

## Военная служба
Мечтая стать летчиком с самого детства, Джимми Стюарт ещё в середине 1930-х годов получил свидетельство частного пилота, затем коммерческую лётную лицензию, и к началу Второй мировой войны уже являлся опытным пилотом. В 1941 году Стюарт прервав свою актёрскую карьеру, поступил на военную службу. Он был зачислен рядовым в военно-воздушные силы армии США, став первой крупной американской кинозвездой, призванной в армию США. После призыва Стюарт служил инструктором по подготовке пилотов в тылу, но в 1943-м году добился отправки на фронт, в Северную Англию. Там он был назначен командиром эскадрильи и руководил воздушными операциями. Участвуя в активных боевых действиях в Европе, достиг звания полковника и получил несколько наград за свою службу, став одним из немногих офицеров американской военной истории, которые когда-либо поднимались от рядового до полковника всего за четыре года. Во время военной службы, Стюарт не снимался в полнометражных фильмах, но принимал участие в нескольких радиопередачах и в съемках пропагандистских короткометражных фильмов, как «Гражданин американец» и «Как получить крылья» получивший номинацию на премию «Оскар» за «лучший документальный фильм». После окончания Второй мировой войны и несмотря на активную работу в кино, Стюарт продолжил свою военную службу (вплоть до отставки в 1968 году), прослужив в резерве ВВС. Был повышен до бригадного генерала, став самым высокопоставленным актёром в американской военной истории.

## Послевоенный период
После войны Джимми вновь начали приглашать в кино. Его первой послевоенной картиной стала «Это замечательная жизнь» (1946), где ему удалось вновь поработать с Фрэнком Капрой. Роль Джорджа Бейли, добропорядочного жителя маленького городка, который все больше разочаровывается из-за свалившихся на него невзгод, что решается на самоубийство, являлась одной из любимых киноработ Стюарта. Фильм получил несколько номинации на «Оскар» и премию «Золотой глобус» за «лучшую режиссуру». Несмотря на то, что картина была прохладно принята публикой, по прошествии времени она приобрела культовый статус. В 1947 году Стюарт вернулся на Бродвей, чтобы заменить ведущего актёра Фрэнка Фэя на время его отпуска и сыграть роль Элвуда П. Дауда в пьесе Мэри Чейз «Харви», про эксцентричного холостяка-алкоголика, который дружит с воображаемым человекоподобным кроликом. Театральная постановка с его участием пользовалась популярностью у публики и имела сдержанные отзывы в прессе. В этот же период артист снялся в несколько картинах, в том числе: криминальная драма «Звонить: Нортсайд 777» (1948), комедия «Ты останешься счастливой» (1948), фильм-биография «История Страттона» (1949), которые были успешными в прокате и благосклонно приняты критиками. В 1948 году он принял приглашение Альфреда Хичкока сняться в его первом цветном фильме «Веревка». Стюарт сыграл профессора Руперта Кеделла, чьи философские учения невольно спровоцировали двух студентов на убийство человека. Несмотря на то, что фильм являлся своего рода самым экспериментальным в творчестве Хичкока, лента провалилась в прокате и получила смешанные отзывы от кинокритиков.
Кроме кино, Стюарт активно участвовал в радиоадаптациях нескольких своих успешных картин, в том числе «Созданы друг для друга» (1939), «Дестри снова в седле» (1939) и «Нет времени на комедию» (1940), что являлось актуальным до появления телевизионных домашних драм и продолжал выступать в радиопостановках в перерывах между съемками фильмов до середины 1950-х годов.

## Киноработы в 1950-е годы. Сотрудничество с Хичкоком и Манном
В 1950-х годах Стюарт пережил возрождение своей карьеры снявшись в фильмах режиссёров, как Энтони Манна и Альфреда Хичкока. Тесное сотрудничество с двумя режиссёрами предопределило экранное амплуа зрелого Стюарта, сменив образ «благородного обывателя и идеалиста» на «неоднозначного героя со своими травмами и секретами». Наиболее успешных фильмах Манна, Стюарт чаще играл мрачных, суровых характером героев с преследуемым их прошлым и одержимых местью, в то же время как у Хичкока, персонажи являлись более сложными личностями, сталкивающимся со своими страхами и подавленными желаниями. Впервые Стюарт работал с Энтони Манном на съемках вестерна «Винчестер 73», что стало началом их длительного сотрудничества. Лента имела кассовый успех и получила восторженные отзывы от прессы, а также стала поворотным моментом не только для актёра, но и для всего Голливуда, поскольку Стюарт заключил сделку с Universal, по которой он не получал гонорара в обмен на процент от прибыли и также получил право на сотрудничество со студией в вопросах кастинга и найма персонала, что позволило актёру выбрать качестве режиссёра Манна. Впоследствии он снялся ещё в семи фильмах поставленных Манном, среди которых были вестерны, сделавшие Стюарта настоящей звездой данного жанра: «Излучина реки» (1952), «Обнажённая шпора» (1953), «Далёкий край» (1954) и «Человек из Ларами» (1955); а также менее успешные фильмы в других жанрах: приключенческий фильм «Грозовой залив» (1953), фильм-биография «История Гленна Миллера» (1953) и военная драма «Стратегическое воздушное командование»(1955). Несмотря на провал картины «Веревка», Стюарт продолжил сотрудничество с Альфредом Хичкоком и сыграл главные роли в трех его фильмах, ставшие знаковыми в карьере актёра: фотографа-вуайериста Эл Би Джеффриса расследующий убийство в «Окно во двор» (1954), доктора Бенджамина Маккенна невольно узнавший о планах преступников в ремейке «Человек, который слишком много знал» (1956) и отставного детектива Скотти Фергюсона страдающий акрофобией в «Головокружение» (1958). Фильмы сдержано были приняты публикой и имели средние кассовые сборы, но много лет позже они получили широкое признание.
Помимо съемок у Манна и Хичкока, актёр снялся в некоторых картинах, в том числе в экранизации пьесы «Харви» (1950), где вновь сыграл роль Элвуда П. Дауда, принесшие ему номинации на «Оскар» и «Золотой глобус», в драме «Величайшее шоу мира» (1952) в роли клоуна Баттонса и в биографическом фильме «Дух Сент-Луиса» (1957) в роли пилота Чарльза Линдберга. Наиболее заметной работой актёра в конце 1950-х годов стала роль провинциального адвоката Пола Биглера в юридической драме «Анатомия убийства» (1959).

## Дальнейшая карьера в кино и на телевидении
Уже на закате своей кинокарьеры Джеймс Стюарт начал сотрудничать с режиссёром Джоном Фордом, дебютировав в его фильме «Два всадника» (1961). После режиссёр задействовал его в своем следующем фильме «Человек, который застрелил Либерти Вэланса» (1962), где Джимми сыграл роль Рэнсома Стоддарда, адвоката с Западного побережья, вынужденного противостоять особо опасному преступнику, сыгранному Ли Марвином. Фильм сначала получил смешанные отзывы, но в последующие десятилетия стал классикой вестернов. Стюарт также присоединился к звездному актёрскому составу, включая Генри Фонду и Джона Уэйна, для съемок в вестерне «Как был завоёван Запад». Фильм получил три премии «Оскар» и был весьма успешен в прокате. Последней совместной работой Стюарта и Форда стала картина «Осень шайеннов» 1964 года. Фильм был критически и коммерчески провальным, как и другие проекты с участием Стюарта: военный фильм «Дорога в горах» (1960), авиационная драма «Икс 15» (1961) и комедия «Дорогая Брижит» (1965). Фильм «Полет Феникса», вышедший в 1965 году, продолжил серию фильмов Стюарта на авиационную тематику; он был хорошо принят критиками, но в прокате провалился. В течение следующих нескольких лет Стюарт снялся в ряде вестернов: «Редкая порода» (1966) с Морин О’Хара, «Файеркрик» (1968) с Генри Фондой, «Бандольеро» (1968) с Дином Мартином и «Общественный клуб города Шайенн» (1970, также с Генри Фондой). С 1970 по 1980-е годы Стюарт редко появлялся в кино, переориентировавшись на телевидение. Последней работой пожилого актёра в кино стала озвучивание пса Уайли Берпа в мультфильме «Американская сказка 2: Фейвел едет на Запад», вышедшем в 1991 году.
Ещё в 1950-х годах Стюарт попробовал свои силы на телевидении. Он активно участвовал во многих программах, в том числе во множестве эпизодов телешоу на CBS «Программа Джека Бенни», «Шоу Эда Салливана» и «Шоу Дина Мартина», где снимался в гостевых ролях, а также он сыграл в трех сериях еженедельной программы «Театр Дженерал Электрик». В 1971 году Стюарт снялся в собственном ситкоме на NBC «Шоу Джимми Стюарта», где сыграл профессора колледжа в маленьком городке, чей взрослый сын переезжает домой к своей семье. Шоу имело низкие рейтинги и закрылось после завершения первого сезона. Наиболее успешным телевизионным проектом с участием Стюарта стал детективный сериал «Хокинс». За роль Билли Джима Хокинса, адвоката из маленького городка, расследующего загадочные дела, Стюарт был удостоен премии «Золотой глобус» в категории «лучший телевизионный актёр». С 1978 по 1988 год Стюарт участвовал в нескольких эпизодах «Вечернего шоу Джонни Карсона», а также снялся в телевизионном короткометражном фильме на NBC «Рождество мистера Крюгера» (1980) и в телефильме на HBO «На правильном пути» (1983) с Бетт Дейвис в главной роли. Одним из последних появлений актёра на телевидении стало участии в мини-сериале «Север и Юг» в 1986 году .

## Фильмография в кинематографе

### Художественные фильмы
| Год  |    | Русское название                              | Оригинальное название              | Роль                                                                       |
| ---- | -- | --------------------------------------------- | ---------------------------------- | -------------------------------------------------------------------------- |
| 1935 | ф  | Убийство человека                             | The Murder Man                     | Шорти / (англ. Shorty)                                                     |
| 1936 | ф  | Роз Мари                                      | Rose Marie                         | Джек Флауэр / (англ. John Flower)                                          |
| 1936 | ф  | Когда мы снова полюбим                        | Next Time We Love                  | Кристофер Тайлер / (англ. Christopher Tyler)                               |
| 1936 | ф  | Жена против секретарши                        | Wife vs. Secretary                 | Дэйв / (англ. Dave)                                                        |
| 1936 | ф  | Провинциалка                                  | Small Town Girl                    | Элмер Клампетт / (англ. Elmer Clampett)                                    |
| 1936 | ф  | Скорость                                      | Speed                              | Терри Мартин / (англ. Terry Martin)                                        |
| 1936 | ф  | Великолепная инсинуация                       | The Gorgeous Hussy                 | Родерик «Роуди» Доу / (англ. Roderick «Rowdy» Dow)                         |
| 1936 | ф  | Рождённая танцевать                           | Born to Dance                      | Тед Баркер / (англ. Ted Barker)                                            |
| 1936 | ф  | За тонким человеком                           | After the Thin Man                 | Дэвид Грэхем / (англ. David Graham)                                        |
| 1937 | ф  | Седьмое небо                                  | Seventh Heaven                     | Чико / (англ. Chico)                                                       |
| 1937 | ф  | Последний гангстер                            | The Last Gangster                  | Пол Норт / (англ. Paul North)                                              |
| 1937 | ф  | Тёмно-синий и золотой                         | Navy Blue and Gold                 | Джон «Трак» Кросс / Джон Картер / (англ. John «Truck» Cross / John Carter) |
| 1938 | ф  | Из человеческих сердец                        | Of Human Hearts                    | Джейсон Уилкинс / (англ. Jason Wilkins)                                    |
| 1938 | ф  | Оживлённая леди                               | Vivacious Lady                     | Профессор Питер Морган-младший / (англ. Peter Morgan Jr.)                  |
| 1938 | ф  | Банальный ангел                               | The Shopworn Angel                 | Билл Петтигрю / (англ. Bill Pettigrew)                                     |
| 1938 | ф  | С собой не унесёшь                            | You Can't Take It With You         | Тони Кирби / (англ. Tony Kirby)                                            |
| 1939 | ф  | Созданы друг для друга                        | Made for Each Other                | Джон Хорас Мэйсон / (англ. John Horace Mason)                              |
| 1939 | ф  | Ледовое безумство                             | The Ice Follies of 1939            | Ларри Холл / (англ. Larry Hall)                                            |
| 1939 | ф  | Этот замечательный мир                        | It’s a Wonderful World             | Гай Джонсон / (англ. Guy Johnson)                                          |
| 1939 | ф  | Мистер Смит едет в Вашингтон[A]               | Mr. Smith Goes to Washington       | Джефферсон Смит / (англ. Jefferson Smith)                                  |
| 1939 | ф  | Дестри снова в седле[A]                       | Destry Rides Again                 | Томас Джефферсон Дестри-младший / (англ. Thomas Jefferson Destry Jr.)      |
| 1940 | ф  | Магазинчик за углом[A]                        | The Shop Around the Corner         | Альфред Кралик / (англ. Alfred Kralik)                                     |
| 1940 | ф  | Смертельный шторм                             | The Mortal Storm                   | Мартин Брейтнер / (англ. Martin Breitner)                                  |
| 1940 | ф  | Нет времени на комедию                        | No Time for Comedy                 | Гейлорд Эстербрук / (англ. Gaylord Esterbrook)                             |
| 1940 | ф  | Филадельфийская история[A]                    | The Philadelphia Story             | Маколей «Майк» Коннор / (англ. Macaulay «Mike» Connor)                     |
| 1941 | ф  | Приходи со мной жить                          | Come Live with Me                  | Билл Смит / (англ. Bill Smith)                                             |
| 1941 | ф  | Горшок золота                                 | Pot o' Gold                        | Джеймс Гамильтон Хаскел / (англ. James Hamilton Haskel)                    |
| 1941 | ф  | Девушки Зигфилда                              | Ziegfeld Girl                      | Гилберт Янг / (англ. Gilbert Young)                                        |
| 1946 | ф  | Эта замечательная жизнь[A]                    | It’s a Wonderful Life              | Джордж Бейли / (англ. George Bailey)                                       |
| 1947 | ф  | Волшебный город                               | Magic Town                         | Лоуренс «Рип» Смит / (англ. Lawrence «Rip» Smith)                          |
| 1948 | ф  | Звонить: Нортсайд 777                         | Call Northside 777                 | Пи Джей Макнил / (англ. P.J. McNeal)                                       |
| 1948 | ф  | Наш свадебный путь                            | On Our Merry Way                   | Слим / (англ. Slim)                                                        |
| 1948 | ф  | Веревка                                       | Rope                               | Руперт Кеделл / (англ. Rupert Cadell)                                      |
| 1948 | ф  | Ты останешься счастливой                      | You Gotta Stay Happy               | Марвин Пейн / (англ. Marvin Payne)                                         |
| 1949 | ф  | История Страттона                             | The Stratton Story                 | Монти Страттон / (англ. Monty Stratton)                                    |
| 1949 | ф  | Малайя                                        | Malaya                             | Джон Ройер / (англ. John Royer)                                            |
| 1950 | ф  | Винчестер 73[A]                               | Winchester '73                     | Лин Макэдам / (англ. Lin McAdam)                                           |
| 1950 | ф  | Сломанная стрела                              | Broken Arrow                       | Том Джеффордс / (англ. Tom Jeffords)                                       |
| 1950 | ф  | Большой куш                                   | The Jackpot                        | Уильям Джей «Билл» Лоуренс / (англ. William J. «Bill» Lawrence)            |
| 1950 | ф  | Харви                                         | Harvey                             | Элвуд П. Дауд / (англ. Elwood P. Dowd)                                     |
| 1951 | ф  | Нет пути                                      | No Highway in the Sky              | Теодор Хани / (англ. Theodore Honey)                                       |
| 1952 | ф  | Величайшее шоу мира                           | The Greatest Show on Earth         | Баттонс / (англ. Buttons)                                                  |
| 1952 | ф  | Излучина реки                                 | Bend of the River                  | Глин Маклинток / (англ. Glyn McLyntock)                                    |
| 1952 | ф  | Карбин Уильямс                                | Carbine Williams                   | Дэвид Маршалл «Марш» Уильямс / (англ. David Marshall «Marsh» Williams)     |
| 1953 | ф  | Обнажённая шпора[A]                           | The Naked Spur                     | Говард Кемп / (англ. Howard Kemp)                                          |
| 1953 | ф  | Грозовой залив                                | Thunder Bay                        | Стив Мартин / (англ. Steve Martin)                                         |
| 1953 | ф  | История Гленна Миллера                        | The Glenn Miller Story             | Гленн Миллер / (англ. Glenn Miller)                                        |
| 1954 | ф  | Окно во двор[A]                               | Rear Window                        | Эл Би «Джефф» Джеффрис / (англ. L. B. «Jeff» Jefferies)                    |
| 1954 | ф  | Далёкий край                                  | The Far Country                    | Джефф Уэбстер / (англ. Jeff Webster)                                       |
| 1955 | ф  | Стратегическое воздушное командование         | Strategic Air Command              | подполковник Роберт «Дач» Холланд / (англ. Robert «Dutch» Holland)         |
| 1955 | ф  | Человек из Ларами                             | The Man from Laramie               | Уилл Локхарт / (англ. Will Lockhart)                                       |
| 1956 | ф  | Человек, который слишком много знал           | The Man Who Knew Too Much          | доктор Бенджамин «Бен» Маккенна / (англ. Benjamin «Ben» McKenna)           |
| 1957 | ф  | Дух Сент-Луиса                                | The Spirit of St. Louis            | Чарльз Линдберг / (англ. Charles Lindbergh)                                |
| 1957 | ф  | Опасный перегон                               | Night Passage                      | Грант Маклейн / (англ. Grant McLaine)                                      |
| 1958 | ф  | Головокружение[A]                             | Vertigo                            | Джон «Скотти» Фергюсон / (англ. John «Scottie» Ferguson)                   |
| 1958 | ф  | Колокол, книга и свеча                        | Bell, Book and Candle              | Шеперд «Шеп» Хендерсон / (англ. Shepherd «Shep» Henderson)                 |
| 1959 | ф  | Анатомия убийства[A]                          | Anatomy of a Murder                | адвокат Пол Биглер / (англ. Paul Biegler)                                  |
| 1959 | ф  | История агента ФБР                            | The FBI Story                      | Джон Майкл «Чип» Хардести / (англ. John Michael «Chip» Hardesty)           |
| 1960 | ф  | Дорога в горах                                | The Mountain Road                  | майор Болдуин / (англ. Major Baldwin)                                      |
| 1961 | ф  | Два всадника                                  | Two Rode Together                  | шериф Гатри Маккейб / (англ. Marshal Guthrie McCabe)                       |
| 1961 | ф  | Икс 15                                        | X-15                               | рассказчик / озвучивание                                                   |
| 1962 | ф  | Человек, который застрелил Либерти Вэланса[A] | The Man Who Shot Liberty Valance   | Рэнсом Стоддард / (англ. Ransom Stoddard)                                  |
| 1962 | ф  | Мистер Хоббс берёт выходной                   | Mr. Hobbs Takes a Vacation         | Роджер Хоббс / (англ. Roger Hobbs)                                         |
| 1962 | ф  | Как был завоёван Запад[A]                     | How the West Was Won               | Лайнус Ролингс / (англ. Linus Rawlings)                                    |
| 1963 | ф  | Возьмите её, она моя                          | Take Her, She's Mine               | Фрэнк Майклсон / (англ. Frank Michaelson)                                  |
| 1964 | ф  | Осень шайеннов                                | Cheyenne Autumn                    | Уайатт Эрп / (англ. Wyatt Earp)                                            |
| 1965 | ф  | Дорогая Брижит                                | Dear Brigitte                      | Профессор Роберт Лиф / (англ. Robert Leaf)                                 |
| 1965 | ф  | Шенандоа                                      | Shenandoah                         | Чарли Андерсон / (англ. Charlie Anderson)                                  |
| 1965 | ф  | Полёт Феникса                                 | The Flight of the Phoenix          | капитан Фрэнк Таунс / (англ. Frank Towns)                                  |
| 1966 | ф  | Редкая порода                                 | The Rare Breed                     | Сэм Бернетт / (англ. Sam Burnett)                                          |
| 1968 | ф  | Файеркрик                                     | Firecreek                          | Джонни Кобб / (англ. Johnny Cobb)                                          |
| 1968 | ф  | Бандольеро                                    | Bandolero!                         | Мейс Бишоп / (англ. Mace Bishop)                                           |
| 1970 | ф  | Общественный клуб города Шайенн               | The Cheyenne Social Club           | Джон О'Ханлан / (англ. John O'Hanlan)                                      |
| 1971 | ф  | Парад дураков                                 | Fools' Parade                      | Мэтти Эпплъярд / (англ. Mattie Appleyard)                                  |
| 1976 | ф  | Самый меткий                                  | The Shootist                       | доктор Э.В. «Док» Хостетлер / (англ. Dr. E.W. «Doc» Hostetler)             |
| 1977 | ф  | Аэропорт 77                                   | Airport '77                        | Филипп Стивенс / (англ. Philip Stevens)                                    |
| 1978 | ф  | Вечный сон                                    | The Big Sleep                      | генерал Стернвуд / (англ. General Sternwood)                               |
| 1978 | ф  | Магия Лесси                                   | The Magic of Lassie                | Кловис Митчелл / (англ. Clovis Mitchell)                                   |
| 1980 | ф  | Рассказ об Африке                             | A Tale of Africa                   | пожилой мужчина / (англ. Old Man)                                          |
| 1991 | мф | Американская сказка 2: Фейвел едет на Запад   | An American Tail: Fievel Goes West | Уайли Берп / (англ. Wylie Burp)                                            |

- A↑ ↑ ↑ ↑ ↑ ↑ ↑ ↑ ↑ ↑ ↑ ↑ Фильмы, внесённые в Национальный реестр фильмов Библиотеки Конгресса США.

### Документальные и короткометражные фильмы
| Год  |   | Русское название                    | Оригинальное название                          | Роль                                                        |
| ---- | - | ----------------------------------- | ---------------------------------------------- | ----------------------------------------------------------- |
| 1934 | ф | Художественная неприятность[A]      | Art Trouble                                    | Джек Бертон / не указан в титрах                            |
| 1936 | ф | Важные новости[A]                   | Important News                                 | Корнелиус «Корн» Стивенс / (англ. Cornelius «Corn» Stevens) |
| 1938 | ф | Серии экранных снимков[B]           | Screen Snapshots Series 17, No. 12             | играл самого себя                                           |
| 1938 | ф | Голливуд отправляется в город[B]    | Hollywood Goes to Town                         | играл самого себя                                           |
| 1939 | ф | Голливудские хобби[B]               | Hollywood Hobbies                              | играл самого себя                                           |
| 1942 | ф | Гражданин американец[B]             | Fellow Americans                               | рассказчик / озвучивание                                    |
| 1942 | ф | Как получить крылья[B]              | Winning Your Wings                             | рассказчик / озвучивание                                    |
| 1943 | ф | Голливуд в униформе[B]              | Hollywood in Uniform                           | играл самого себя                                           |
| 1946 | ф | Американское кредо[A]               | American Creed                                 | играл самого себя                                           |
| 1947 | ф | Тандерболт: история штурмовика[B]   | Thunderbolt                                    | рассказчик / озвучивание                                    |
| 1948 | ф | 10 тысяч ребятишек и полицейский[B] | 10,000 Kids and a Cop                          | рассказчик / озвучивание                                    |
| 1949 | ф | Сколько я вам должен?[B]            | How Much Do You Owe?                           | фильм об американских ветеранах-инвалидах                   |
| 1950 | ф | А потом было четыре[B]              | And Then There Were Four                       | рассказчик / озвучивание                                    |
| 1954 | ф | Водители завтрашнего дня[B]         | Tomorrow's Drivers                             | рассказчик / озвучивание                                    |
| 1956 | ф | Голливуд, город звезд[B]            | Hollywood, City of Stars                       | играл самого себя                                           |
| 1957 | ф | Сердце шоу-бизнеса[B]               | The Heart of Show Business                     | рассказчик / озвучивание                                    |
| 1958 | ф | Посланники с крыльями[B]            | Ambassadors With Wings                         | рассказчик / озвучивание                                    |
| 1966 | ф | Бразды правления[B]                 | Reins of Command                               | рассказчик / озвучивание                                    |
| 1968 | ф | Боевая фотография ВВС США[B]        | The United States Air Force Combat Photography | рассказчик / озвучивание                                    |
| 1971 | ф | Поставлено Джоном Фордом[С]         | Directed by John Ford                          | рассказчик / озвучивание                                    |
| 1972 | ф | Пэт Никсон: Портрет первой леди[B]  | Pat Nixon: Portrait of a First Lady            | рассказчик / озвучивание                                    |
| 1974 | ф | Вот это развлечение![С]             | That's Entertainment!                          | рассказчик / озвучивание                                    |
| 1976 | ф | Сентиментальное путешествие[A]      | Sentimental Journey                            | Джо, пожилой пилот / (англ. Joe, the Old Pilot)             |

- A ↑ ↑ ↑ ↑ Короткометражный фильм.
- B ↑ ↑ ↑ ↑ ↑ ↑ ↑ ↑ ↑ ↑ ↑ ↑ ↑ ↑ ↑ ↑ ↑ Короткометражный документальный фильм.
- C ↑ ↑ Документальный фильм.

## Телевидение
| Год       |    | Русское название                                       | Оригинальное название                                | Роль |
| --------- | -- | ------------------------------------------------------ | ---------------------------------------------------- | --- |
| 1952—1962 | с  | Программа Джека Бенни                                  | The Jack Benny Program (CBS)                         | играл самого себя / 8 эпизодов |
| 1953—1963 | с  | Шоу Эда Салливана                                      | The Ed Sullivan Show (CBS)                           | играл самого себя |
| 1955      | с  | Час комедии от Колгейт                                 | The Colgate Comedy Hour (NBC)                        | играл самого себя |
| 1955—1957 | с  | Театр «Дженерал Электрик»                              | General Electric Theater (CBS)                       | серии «The Windmill» (1955), «The Town with a Past» (1957), «The Trail to Christmas» (1957) |
| 1959      | с  | Видеотеатр «Люкс»                                      | Lux Video Theatre (NBC)                              | рассказчик / серия «Cowboy Five-Seven» |
| 1959      | с  | Стартайм                                               | Startime (NBC)                                       | Азель Дорси / серия «Cindy’s Fella» |
| 1962      | с  | Алкоа Премьер                                          | Alcoa Premiere (ABC)                                 | Слим Конвэй / серия «Flashing Spikes» |
| 1968—1978 | с  | Шоу Дина Мартина                                       | The Dean Martin Show (NBC)                           | играл самого себя / 6 эпизодов |
| 1971      | тф | Американский Запад Джона Форда                         | The American West of John Ford (CBS)                 | рассказчик |
| 1971—1972 | с  | Шоу Джимми Стюарта                                     | The Jimmy Stewart Show (NBC)                         | профессор Джеймс К. Говард / 24 эпизода |
| 1972      | с  | Зал славы Hallmark                                     | Hallmark Hall of Fame (NBC)                          | Элвуд П. Дауд / серия «Harvey» |
| 1973—1974 | с  | Хокинс                                                 | Hawkins (CBS)                                        | Билли Джим Хокинс / серии «Death and the Maiden» (1973),«Murder in Movieland» (1973), «Die, Darling, Die» (1973), «A Life for a Life» (1973), «Blood Feud» (1973), «Murder in the Slave Trade» (1974), «Murder on the 13th Floor» (1974), «Candidate for Murderr» (1974) |
| 1974      | с  | Мир в войне                                            | The World at War (ITV)                               | играл самого себя |
| 1976      | тф | Звёздная дань уважения Джону Уэйну                     | An All-Star Tribute to John Wayne (ABC)              | играл самого себя |
| 1977      | тф | Когда-то давно... Грейс Келли                          | Once Upon a Time.... is Now Grace Kelly (NBC)        | играл самого себя |
| 1978      | тф | Прожарка со знаменитостями Дина Мартина: Джимми Стюарт | The Dean Martin Celebrity Roast: Jimmy Stewart (NBC) | играл самого себя |
| 1979—1989 | с  | Вечернее шоу Джонни Карсона                            | The Tonight Show Starring Johnny Carson (NBC)        | играл самого себя / 9 эпизодов |
| 1979      | тф | Звёздная дань уважения Ингрид Бергман                  | All-Star Tribute to Ingrid Bergman (CBS)             | играл самого себя |
| 1980      | тф | Рождество мистера Крюгера                              | Mr. Krueger's Christmas (NBC)                        | Мистер Крюгер |
| 1983      | тф | На правильном пути                                     | Right of Way (HBO)                                   | Тедди Дуайер |
| 1986      | с  | Север и Юг                                             | North and South, Book II (ABC)                       | Майлз Кольбер |

## Радио
| Год       | Русское название               | Оригинальное название (англ. ) | Дата выхода в эфир                        | Примечания                                                   |
| --------- | ------------------------------ | ------------------------------ | ----------------------------------------- | ------------------------------------------------------------ |
| 1937      | «Радиотеатр Люкс»              | Lux Radio Theatre              | 14 июня 1937 года                         | роль: Рэймонд Картрайт / эпизод: «Madame X»                  |
| 1937      | «Серебряный театр»             | Silver Theater                 | 3 ноября 1937 года                        | роль: Джимми Паркс / эпизод: «First love»                    |
| 1937      | «Серебряный театр»             | Silver Theater                 | 10 ноября 1937 года                       | роль: Джимми Паркс / эпизод: «First love»                    |
| 1937      | «Серебряный театр»             | Silver Theater                 | 17 ноября 1937 года                       | роль: Джимми Паркс / эпизод: «First love»                    |
| 1937      | «Серебряный театр»             | Silver Theater                 | 24 ноября 1937 года                       | роль: Джимми Паркс / эпизод: «First love»                    |
| 1937      | «Хорошие новости 1938 года»    | Good News of 1938              | ноябрь—декабрь 1937 года                  | роль: ведущий                                                |
| 1938      | «Серебряный театр»             | Silver Theater                 | 23 октября 1938 года                      | роль: Тим Барлоу / эпизод «Up from Darkness»                 |
| 1938      | «Серебряный театр»             | Silver Theater                 | 30 октября 1938 года                      | роль: Тим Барлоу / эпизод «Up from Darkness»                 |
| 1939      | «Серебряный театр»             | Silver Theater                 | 22 января 1939 года                       | роль: Расти Лэйн / эпизод «Misty Mountain»                   |
| 1939      | «Серебряный театр»             | Silver Theater                 | 29 января 1939 года                       | роль: Расти Лэйн / эпизод «Misty Mountain»                   |
| 1939      | «Театр Гильдии киноактеров»    | The Screen Guild Theater       | 12 марта 1939 года                        | роль: Питер Грэм / эпизод «Tailored by Toni»                 |
| 1939      | «Театр Гильдии киноактеров»    | The Screen Guild Theater       | 5 ноября 1939 года                        | роль: Льюис Конвей / эпизод «Going My Way»                   |
| 1940      | «Театр Гильдии киноактеров»    | The Screen Guild Theater       | 11 февраля 1940 года                      | роль: Г. Алан Меррик / эпизод «Single Crossing»              |
| 1940      | «Театр Гильдии киноактеров»    | The Screen Guild Theater       | 29 сентября 1940 года                     | роль: Мартин / эпизод «Shop Around The Corner»               |
| 1941      | «Радиотеатр Люкс»              | Lux Radio Theatre              | 10 февраля 1941 года                      | роль: Энтони Амбертон / эпизод «The Moon’s Our Home»         |
| 1941      | «Мы храним эти истины»         | We Hold These Truths           | 15 декабря 1941 года                      | роль: рассказчик                                             |
| 1942      | «Час Чейза и Сенборна»         | The Chase and Sanborn Hour     | 18 января 1942 года                       | роль: гостевое участие                                       |
| 1942      | «Пьесы для американцев»        | Plays for Americans            | 15 марта 1942 года                        | роль: Том Грир / эпизод «A Letter at Midnight»               |
| 1942      | «Это война»                    | This is War                    | 4 апреля 1942 года                        | роль: рассказчик / эпизод «Your Air Force»                   |
| 1942      | «Радиотеатр Люкс»              | Lux Radio Theatre              | 20 июля 1942 года                         | роль: Майк Коннор / эпизод «The Philadelphia Story»          |
| 1945      | «Радиотеатр Люкс»              | Lux Radio Theatre              | 5 ноября 1945 года                        | роль: Том Дестри-мл. / эпизод «Destry Rides Again»           |
| 1945      | «Кавалькада Америки»           | Cavalcade of America           | 12 ноября 1945 года                       | роль: Вэнс Горман / эпизод «A Guy Who Had to Have a Horse»   |
| 1945      | «Театр романтики»              | Theater of Romance             | 20 ноября 1945 года                       | роль: Гейлорд Эстербрук / эпизод «No Time for Comedy»        |
| 1945      | «Театр Гильдии киноактеров»    | The Screen Guild Theater       | 3 декабря 1945 года                       | роль: Профессор Питер Морган-мл. / эпизод «Vivacious Lady»   |
| 1945      | «Радиотеатр Люкс»              | Lux Radio Theatre              | 17 декабря 1945 года                      | роль: Джонни Мэйсон / эпизод «Made for Each Other»           |
| 1946      | «Саспенс»                      | Suspense                       | 21 февраля 1946 года                      | роль: Фил Мартин / эпизод «Consequence»                      |
| 1946      | «Премия Оскар»                 | Academy Award                  | 28 августа 1946 года                      | роль: Бифф / эпизод «One Sunday Afternoon»                   |
| 1946      | «Шоу Чарли Маккарти»           | The Charlie McCarthy Show      | 1 сентября 1946 года                      | роль: гостевое участие                                       |
| 1947      | «Шоу Фреда Уоринга»            | The Fred Waring Show           | 24 января 1947 года                       | роль: гостевое участие                                       |
| 1947      | «Семейный театр»               | Family Theatre                 | 13 февраля 1947 года                      | роль: ведущий / эпизод «Flight From Hom»                     |
| 1947      | «Радиотеатр Люкс»              | Lux Radio Theatre              | 10 марта 1947 года                        | роль: Джордж Бэйли / эпизод «It’s A Wonderful Life»          |
| 1947      | «Театр Гильдии киноактеров»    | The Screen Guild Theater       | 17 марта 1947 года                        | роль: Майк Коннор / эпизод «The Philadelphia Story»          |
| 1947      | «Чудо над главной улицей»      | The Miracle Over Main Street   | 1 сентября 1947 года                      | роль: рассказчик                                             |
| 1947      | «Шоу Фреда Уоринга»            | The Fred Waring Show           | 3 сентября 1947 года                      | роль: гостевое участие                                       |
| 1947      | «Театр Гильдии в прямом эфире» | Theater Guild on the Air       | 7 сентября 1947 года                      | роль: Бифф Граймс / эпизод «One Sunday Afternoon»            |
| 1947      | «Деревенский магазин Силтест»  | The Sealtest Village Store     | 4 декабря 1947 года                       | роль: гостевое участие                                       |
| 1947      | «Радиотеатр Люкс»              | Lux Radio Theatre              | 15 декабря 1947 года                      | роль: Лоренс «Рип» Смит / эпизод «Magic Town»                |
| 1947      | «Шоу Бинга Кросби»             | The Bing Crosby Show           | 28 декабря 1947 года                      | роль: гостевое участие                                       |
| 1947      | «Артисты Гильдии киноактеров»  | Screen Guild Players           | 29 декабря 1947 года                      | роль: Джордж Бэйли / эпизод «It’s A Wonderful Life»          |
| 1948      | «Деревенский магазин Силтест»  | The Sealtest Village Store     | 4 марта 1948 года                         | роль: гостевое участие                                       |
| 1948      | «Время радиостанции Филко»     | Philco Radio Time              | 10 марта 1948 года                        | роль: гостевое участие                                       |
| 1948      | «Радиостанция Ридерз Дайджест» | Radio Reader’s Digest          | 18 марта 1948 года                        | роль: Стивен Спотсвуд / эпизод «One Way to Broadway»         |
| 1948      | «Шоу Фреда Уоринга»            | The Fred Waring Show           | 22 марта 1948 года                        | роль: ведущий                                                |
| 1948      | «Театр Гильдии в прямом эфире» | Theater Guild on the Air       | 4 апреля 1948 года                        | роль: Майк Коннор / эпизод «The Philadelphia Story»          |
| 1948      | «Спортивная хроника Колгейта»  | Colgate Sports Newsreel        | 23 июля 1948 года                         | роль: ведущий                                                |
| 1948      | «Юбилейная программа ВВС»      | Air Force Anniversary Program  | 16 сентября 1948 года                     | роль: рассказчик                                             |
| 1948      | «Театр Гильдии в прямом эфире» | Theater Guild on the Air       | 26 сентября 1948 года                     | роль: Боб Грант / эпизод «That’s Gratitude»                  |
| 1948      | «Театр Гильдии киноактеров»    | The Screen Guild Theater       | 7 октября 1948 года                       | роль: Джеймс Макнил / эпизод «Call Northside 777»            |
| 1949      | «Шоу Джека Бенни»              | The Jack Benny Show            | 9 января 1949 года                        | роль: гостевое участие / эпизод «Lunch at the Brown»         |
| 1949      | «Радиотеатр Люкс»              | Lux Radio Theatre              | 17 января 1949 года                       | роль: Марвин Пэйн / эпизод «You Gotta Stay Happy»            |
| 1949      | «Время радиостанции Филко»     | Philco Radio Time              | 6 апреля 1949 года                        | роль: гостевое участие                                       |
| 1949      | «Театр кинорежиссёров»         | The Screen Directors Playhouse | 8 мая 1949 года                           | роль: Джордж Бэйли / эпизод «It’s A Wonderful Life»          |
| 1949      | «Радиотеатр Люкс»              | Lux Radio Theatre              | 29 августа 1949 года                      | роль: Кэри Джексон / эпизод «June Bride»                     |
| 1949      | «Саспенс»                      | Suspense                       | 1 декабря 1949 года                       | роль: Том / эпизод «Mission Completed»                       |
| 1949      | «Театр кинорежиссёров»         | The Screen Directors Playhouse | 9 декабря 1949 года                       | роль: Джеймс Макнил / эпизод «Call Northside 777»            |
| 1949      | «Шоу Бинга Кросби»             | The Bing Crosby Show           | 14 декабря 1949 года                      | роль: гостевое участие                                       |
| 1949      | «Театр Гильдии киноактеров»    | The Screen Guild Theater       | 28 декабря 1949 года                      | роль: Джордж Бэйли / эпизод «It’s A Wonderful Life»          |
| 1950      | «Театр кинорежиссёров»         | The Screen Directors Playhouse | 6 января 1950 года                        | роль: Лоренс «Рип» Смит / эпизод «Magic Town»                |
| 1950      | «Радиотеатр Люкс»              | Lux Radio Theatre              | 13 февраля 1950 года                      | роль: Монти Страттон / эпизод «The Stratton Story»           |
| 1951      | «Шоу Бинга Кросби»             | The Bing Crosby Show           | 24 января 1951 года                       | роль: гостевое участие                                       |
| 1951      | «Радиотеатр Люкс»              | Lux Radio Theatre              | 26 февраля 1951 года                      | роль: Билл Клаггс / эпизод «When Willie Comes Marching Home» |
| 1951      | «Шоу Боба Хоупа»               | The Bob Hope Show              | 27 февраля 1951 года                      | роль: гостевое участие                                       |
| 1951      | «Театр Гильдии киноактеров»    | The Screen Guild Theater       | 15 марта 1951 года                        | роль: Джордж Бэйли / эпизод «It’s A Wonderful Life»          |
| 1951      | «Театр кинорежиссёров»         | The Screen Directors Playhouse | 29 марта 1951 года                        | роль: Кристофер Тайлер / эпизод «Next Time We Love»          |
| 1951      | «Театр кинорежиссёров»         | The Screen Directors Playhouse | 26 апреля 1951 года                       | роль: Билл Лоуренс / эпизод «Jackpot»                        |
| 1951      | «Театр кинорежиссёров»         | The Screen Directors Playhouse | 7 сентября 1951 года                      | роль: Том Джеффордс / эпизод «Broken Arrow»                  |
| 1951      | «Радиотеатр Люкс»              | Lux Radio Theatre              | 12 ноября 1951 года                       | роль: Лин Макэдам / эпизод «Winchester '73»                  |
| 1951      | «Шоу Бинга Кросби»             | The Bing Crosby Show           | 14 ноября 1951 года                       | роль: гостевое участие                                       |
| 1951      | «Шоу Бинга Кросби»             | The Bing Crosby Show           | 5 декабря 1951 года                       | роль: гостевое участие                                       |
| 1952      | «Театр Гильдии в прямом эфире» | Theater Guild on the Air       | 17 февраля 1952 года                      | роль: Ричард Кларк / эпизод «The Meanest Man in the World»   |
| 1952      | «Шоу Бинга Кросби»             | The Bing Crosby Show           | 19 марта 1952 года                        | роль: гостевое участие                                       |
| 1952      | «Театр Гильдии в прямом эфире» | Theater Guild on the Air       | 6 апреля 1952 года                        | роль: Оливер Эрвентер / эпизод «The Silver Whistle»          |
| 1952      | «Театр голливудской звезды»    | Hollywood Star Playhouse       | 13 апреля 1952 года                       | роль: Бритт Понсет / эпизод «The Six Shooter»                |
| 1952      | «Программа Джека Бенни»        | The Jack Benny Program         | 27 апреля 1952 года                       | роль: гостевое участие                                       |
| 1952      | «Радиотеатр Люкс»              | Lux Radio Theatre              | 28 апреля 1952 года                       | роль: Теодор Хани / эпизод «No Highway in the Sky»           |
| 1952      | «Шоу Мартина и Льюиса»         | Martin and Lewis Show          | 30 сентября 1952 года                     | роль: гостевое участие                                       |
| 1952      | «Шоу Бинга Кросби»             | The Bing Crosby Show           | 23 октября 1952 года                      | роль: гостевое участие                                       |
| 1952      | «Шоу Бинга Кросби»             | The Bing Crosby Show           | 6 ноября 1952 года                        | роль: гостевое участие                                       |
| 1952      | «Шоу Бинга Кросби»             | The Bing Crosby Show           | 13 ноября 1952 года                       | роль: гостевое участие                                       |
| 1953      | «Шоу Бинга Кросби»             | The Bing Crosby Show           | 6 января 1953 года                        | роль: гостевое участие                                       |
| 1953      | «Шоу Боба Хоупа»               | The Bob Hope Show              | 28 января 1953 года                       | роль: гостевое участие                                       |
| 1953      | «Театр Гильдии в прямом эфире» | Theater Guild on the Air       | 1 марта 1953 года                         | роль: лепрекон / эпизод «O’Halloran’s Luck»                  |
| 1953      | «Шоу Бинга Кросби»             | The Bing Crosby Show           | 12 марта 1953 года                        | роль: гостевое участие                                       |
| 1953      | «Шоу Боба Хоупа»               | The Bob Hope Show              | 22 апреля 1953 года                       | роль: гостевое участие                                       |
| 1953      | «Шоу Дины Шор»                 | The Dinah Shore Show           | 15 июня 1953 года                         | роль: гостевое участие                                       |
| 1953—1954 | «Шестизарядник»                | The Six Shooter                | 20 сентября 1953 года — 24 июля 1954 года | роль: Бритт Понсет                                           |

## Театр
| Год       | Русское название                   | Оригинальное название (англ. ) | Театр                      | Роль                |
| --------- | ---------------------------------- | ------------------------------ | -------------------------- | ------------------- |
| 1932      | «Кэрри Нейшн»                      | Carry Nation                   | «Билтмор», Нью-Йорк        | Констебль Гано      |
| 1932—1933 | «Снова прощай»                     | Goodbye Again                  | «Маска», Нью-Йорк          | шофер               |
| 1933      | «Весна осенью»                     | Spring in Autumn               | «Генри Миллер», Нью-Йорк   | Джек Бреннан        |
| 1934      | «Настоящие американцы»             | All Good Americans             | «Генри Миллер», Нью-Йорк   | Джонни Чедвик       |
| 1934      | «Желтая лихорадка»                 | Yellow Jack                    | «Мартин Бек», Нью-Йорк     | Сержант Джон О’Хара |
| 1934      | «Разделенные на троих»             | Divided By Three               | «Этель Берримор», Нью-Йорк | Тедди Пэрриш        |
| 1934—1935 | «Мисс Глори»                       | Page Miss Glory                | «Мэнсфилд», Нью-Йорк       | Эд Олсен            |
| 1935      | «Путешествие в ночи»               | A Journey By Night             | «Шуберт», Нью-Йорк         | Карл                |
| 1947—1948 | «Харви»                            | Harvey                         | «48-я улица», Нью-Йорк     | Элвуд П. Дауд       |
| 1970      | «Харви»                            | Harvey                         | «ANTA», Нью-Йорк           | Элвуд П. Дауд       |
| 1975      | «Харви»                            | Harvey                         | «Принц Уэльский», Лондон   | Элвуд П. Дауд       |
| 1975      | «Гала-вечер в честь Джошуа Логана» | A Gala Tribute to Joshua Logan | «Империал», Нью-Йорк       | играл самого себя   |

## Кинонаграды и наследие
Ряд фильмов с участием Стюарта являются классикой американского кинематографа, а двенадцать картин были внесены в Национальный реестр фильмов Библиотеки Конгресса США, из них пять фильмов: «Мистер Смит едет в Вашингтон» (1939), «Филадельфийская история» (1940), «Эта замечательная жизнь» (1946), «Окно во двор» (1954) и «Головокружение» (1958) входят в список «100 величайших американских кинофильмов» по версии Американского института киноискусства (AFI). Три фильма: «Мистер Смит едет в Вашингтон» (1939), «Эта замечательная жизнь» (1946) и «Головокружение» (1958) попали в список «100 величайших фильмов всех времен», составленном журналом Entertainment Weekly. Согласно рейтинговых спискам, составленным Американским институтом киноискусства, сыгранные Стюартом персонажи — Джефферсон Смит («Мистер Смит едет в Вашингтон») и Джордж Бейли («Эта замечательная жизнь») входят в список «100 лучших героев и злодеев», фильмы «Харви» (1950) и «Филадельфийская история» (1940) были включены в рейтинг «100 самых смешных американских фильмов за 100 лет», а сам актёр занял третье место в списке «100 величайших звёзд кино за 100 лет».
За свою 60-летнюю актёрскую карьеру Джеймс Стюарт был удостоен нескольких наград:
- 1939 год — New York Film Critics Circle (премия) в номинации «лучший актёр» («Мистер Смит едет в Вашингтон»)[243];
- 1941 год — Оскар в номинации «лучшая мужская роль» («Филадельфийская история»)[8];
- 1959 год — New York Film Critics Circle в номинации «лучший актёр» («Анатомия убийства»)[243];
- 1959 год — Венецианский кинофестиваль, Кубок Вольпи за «лучшую мужскую роль» («Анатомия убийства»)[244]
- 1962 год — Серебряный медведь в номинации «лучшую мужскую роль» («Мистер Хоббс берёт выходной»)[245];
- 1965 год — Золотой глобус (премия Сесиля Б. Де Милля)[246];
- 1974 год — Золотой глобус в номинации «лучший телевизионный актёр» (телесериал «Хокинс»)[247];
- 1985 год — Оскар — за выдающиеся заслуги в кинематографе[9][248];
- 1985 год — Золотая бутса (премия)[249].

## Ссылка
- James Stewart (англ.) на сайте Internet Movie Database
- James Stewart — Filmography (англ.). AllMovie.